# Horobola
En geometría hiperbólica, una horobola es un objeto del n-espacio hiperbólico: el límite de una sucesión de bolas crecientes que comparten (de un lado) un plano hipertangente y su punto de tangencia. Su frontera recibe el nombre de horoesfera. Para n = 2 una horoesfera se llama horociclo.
Esta terminología se debe a William Thurston, quien la utilizó en su trabajo sobre 3-variedades hiperbólicas. De aquí que horoesfera/horobola suele connotar la geometría hiperbólica 3-dimensional. 
En la representación conforme, una horobola se representa por una bola cuya superficie es tangente a la esfera horizonte. En el modelo del semiplano superior, una horobola puede parecerse a una esfera así, o a un semiespacio cuya frontera inferior es paralela al plano horizonte. En el modelo del hiperboloide, una horobola es la región sobre el plano cuya normal yace sobre el cono asintótico.
Una horoesfera tiene una cantidad crítica de curvatura (isotrópica): si la curvatura fuera algo mayor, la superficie podría cerrarse, obteniéndose una esfera, y si fuera algo menor, la superficie sería un hiperciclo N-1 dimensional (un hiperhiperciclo).